# フリードリヒ (ザクセン＝アルテンブルク公)
フリードリヒ（ドイツ語: Friedrich, 1763年4月29日 - 1834年9月29日）は、ザクセン＝ヒルトブルクハウゼン公（在位：1780年 - 1826年）、のちザクセン＝アルテンブルク公（在位：1826年 - 1834年）。

## 生涯
ザクセン＝ヒルトブルクハウゼン公エルンスト・フリードリヒ3世と、その妻でザクセン＝ヴァイマル＝アイゼナハ公エルンスト・アウグスト1世の娘であるエルネスティーネの一人息子として生まれた。1780年に父の死に伴ってヒルトブルクハウゼン公位を継承したが、まだ17歳と若かったため、曾祖父の弟でオーストリア元帥のヨーゼフ・フリードリヒ公子が摂政を務めた。1787年にヨーゼフ・フリードリヒが死ぬと、フリードリヒは親政を開始した。
1785年9月3日、フリードリヒはメクレンブルク＝シュトレーリッツ公カール2世の娘シャルロッテと結婚した。
フリードリヒは人気者で知的な為政者だった。治世中、彼とその美貌の妻シャルロッテのもとで、ヒルトブルクハウゼンの小さな町は文化の全盛期を迎えた。多くの詩人や芸術家がフリードリヒの宮廷を訪れ、ヒルトブルクハウゼンは「小ヴァイマル（Klein Weimar）」と呼ばれるようになった。1825年にザクセン＝ゴータ＝アルテンブルク公フリードリヒ4世が後継者なく没すると、エルネスティン系諸公国の間で領土再編が行われた。フリードリヒはザクセン＝ヒルトブルクハウゼン公国をザクセン＝マイニンゲン公国に譲渡し、1826年11月12日にザクセン＝アルテンブルク公となった。
1831年、フリードリヒは新たな領国に最初の国家基本法を制定している。

## 子女
フリードリヒと妻シャルロッテは12人の子女をもうけた。
- ヨーゼフ・ゲオルク・カール・フリードリヒ（1786年）
- カタリーナ・シャルロッテ・ゲオルギーネ・フリーデリケ・ゾフィー・テレーゼ（1787年 - 1847年） - 1805年、ヴュルテンベルク王子パウルと結婚
- シャルロッテ・アウグステ（1788年）
- ヨーゼフ・ゲオルク・フリードリヒ・エルンスト・カール（1789年 - 1868年） - ザクセン＝アルテンブルク公
- ルイーゼ・フリーデリケ・マリー・カロリーネ・アウグステ・クリスティーネ（1791年）
- テレーゼ・シャルロッテ・ルイーゼ・フリーデリケ・アマーリエ（1792年 - 1854年） - 1810年、バイエルン王ルートヴィヒ1世と結婚
- シャルロッテ・ルイーゼ・フリーデリケ・アマーリエ・アレクサンドリーネ（1794年 - 1825年） - 1814年、ナッサウ公ヴィルヘルムと結婚
- フランツ・フリードリヒ・カール・ルートヴィヒ・ゲオルク・ハインリヒ（1795年 - 1800年）
- ゲオルク・カール・フリードリヒ（1796年 - 1853年） - ザクセン＝アルテンブルク公
- フリードリヒ・ヴィルヘルム・カール・ヨーゼフ・ルートヴィヒ・ゲオルク（1801年 - 1870年）
- マクシミリアン・カール・アドルフ・ハインリヒ（1803年）
- エドゥアルト・カール・ヴィルヘルム・クリスティアン（1804年 - 1852年）